# 도카치 해역 지진

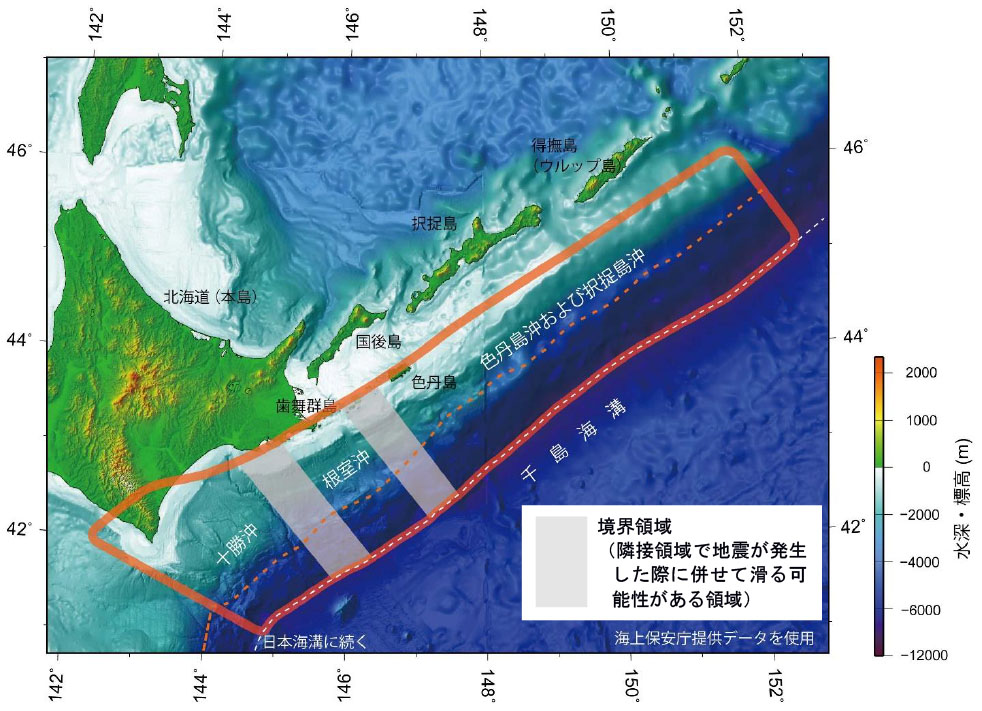
도카치 해역 위치

도카치 해역 지진(일본어: 十勝沖地震)은 일본 홋카이도의 도카치 지방 해역에서 일어나는 지진을 의미한다. 이 해역에서는 과거에 큰 지진이 여러 번 발생하고있다. 주요 지진은 1952년, 1968년, 2003년에 발생하였다.

## 1952년 도카치 해역 지진
1952년 도카치 해역 지진은 1952년 3월 4일에 도카치 해역 (북위 41° 42′ 동경 144° 12′ / 북위 41.7°  동경 144.2° )에서 일어난 지진이다. 지진 규모는 M8.2. 중앙기상대 '지진조사' 원부에 따르면 오쓰 위탁기상관측소에서는 '파괴된 주택이 많다'며 진도7로 보고했으나 이후 진도5로 정정하여 발표하였다.
| 진도 | 도도부현                                |
| ---- | --------------------------------------- |
| 5    | 홋카이도                                |
| 4    | 아오모리현 이와테현                     |
| 3    | 미야기현 아키타현 야마가타현 이바라키현 |

| 피해     | 피해   |
| -------- | ------ |
| 사망자   | 28명   |
| 실종자   | 5명    |
| 부상자   | 287명  |
| 가옥전괴 | 815건  |
| 가옥반괴 | 1324건 |

## 1968년 도카치 해역 지진
1968년 5월 16일에 산리쿠 해역 북부 (북위 40° 42′ 동경 143° 36′ / 북위 40.7°  동경 143.6° )에서 M7.9 (지진 규모)의 지진이 발생했다. 이 지진은 엄밀하게는 산리쿠 해역 북부 지진이다. 하지만 처음에는 도카치 해역에서 일어난 지진이다고 판단되었기 때문에, 일본 기상청은 이 지진을 "1968년 도카치 해역 지진" 이라고 명명했다. 도호쿠 지방과 홋카이도의 태평양 측에 5m 가량의 쓰나미가 닥쳤다. 또한, 산사태등이 발생했다. 이 지진으로 52명이 사망했다. 1968년, 1989년, 1994년 일어난 산리쿠 해역 북부 지진 (1994년 산리쿠 먼바다 지진 포함)으로 파괴된 영역을 조사한 결과 각각 A, B, C 3개의 돌기(애스패리티)가 있어 1968년 지진에선 A, B, C 3개 전부, 1989년 지진에선 C 1개, 1994년 지진에선 B 1개만 파괴되었다는 결론을 얻었다. 1994년 산리쿠 먼바다 지진의 진원역은 1968년 도카치 해역 지진에서 남쪽 30km 지역이 거의 겹친다.
| 진도 | 도도부현                                                       |
| ---- | -------------------------------------------------------------- |
| 5    | 홋카이도 아오모리현 이와테현                                   |
| 4    | 미야기현 아키타현 야마가타현 후쿠시마현 이바라키현             |
| 3    | 도치기현 사이타마현 지바현 도쿄도 니가타현 나가노현 시즈오카현 |

## 2003년 도카치 해역 지진
2003년 도카치 해역 지진은 2003년 9월 26일에 도카치 해역 (북위 41° 48′ 동경 144° 06′ / 북위 41.8°  동경 144.1° )에서 일어난 지진이다. 지진 규모는 M8.0. 홋카이도에서 최대 진도6약 (일본 기상청 진도 계급) 을 관측했다. 해일에 의한 피해가 있었으며, 화재도 발생했다. 가옥 전괴 은 116건.
| 진도 | 도도부현                                  |
| ---- | ----------------------------------------- |
| 6약  | 홋카이도                                  |
| 4    | 아오모리현 이와테현 미야기현              |
| 3    | 아키타현 야마가타현 후쿠시마현 이바라키현 |

## 기타 지진

### 1843년 도카치 해역 지진

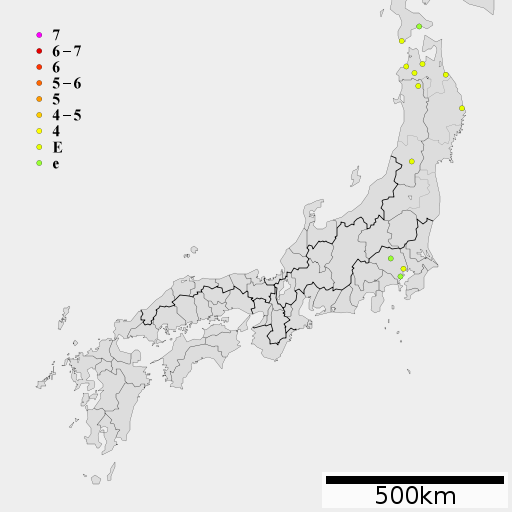
1843년 도카치 해역 지진의 진도 분포

1843년의 도카치 해역 지진은 1843년 4월 25일에 도카치 해역에서 일어난 지진이다. 지진 규모는 M8.0. 이 지진으로 46명이 사망했다. 네무로반도 해역도 진원역에 포함되어 있었을 가능성이있다.

### 1915년 도카치 해역 지진
1915년의 도카치 해역 지진은 1915년 3월 18일에 도카치 해역에서 일어난 지진이다. 지진 규모는 M7.0. 이 지진으로 2명이 사망했다.

### 2008년 도카치 해역 지진
2008년의 도카치 해역 지진은 2008년 9월 11일에 도카치 해역에서 일어난 지진이다. 지진 규모는 M7.1. 홋카이도에서 최대 진도5약을 관측했다.

## 참고 문헌
- 国立天文台 『理科年表 令和3年』 丸善 ISBN 978-4-621-30560-7